# Очёрский район
Очёрский райо́н — административный район Пермского края России. На территории района образован Очёрский муниципальный округ. Административный центр — город Очёр.

## География
Очёрский район граничит с Большесосновским, Оханским, Нытвенским, Верещагинским районами (округами) Пермского края и Удмуртией (Кезский район). Площадь района — 1 330 км².
Климат умеренно континентальный. Леса занимают 48 % территории района, из хвойных пород преобладает ель и сосна, из мелколиственных — берёза и осина, из широколиственных — липа, клен, ильм.

## История
Район появился в январе 1924 года. С 1 января 1932 по 25 января 1935 года не существовал. Создан на базе Верх-Очёрской, Дворецкой (частично), Кленовской (частично), Нововознесенской (частично), Ново-Путинской (частично), Очёрской, Спешковской, Павловской и Токаринской волостей Оханского уезда Пермской губернии.

## Население
| 1939    | 1959    | 1970    | 1979    | 1989    | 2000    | 2002    | 2005    | 2006    |
| ------- | ------- | ------- | ------- | ------- | ------- | ------- | ------- | ------- |
| 31 166  | ↗33 407 | ↘30 926 | ↘26 978 | ↗27 013 | ↘25 202 | ↗25 347 | ↘24 920 | ↘24 600 |
| 2007    | 2008    | 2009    | 2010    | 2011    | 2012    | 2013    | 2014    | 2015    |
| →24 600 | ↗24 651 | ↘24 575 | ↘22 828 | ↗22 852 | ↗22 874 | ↘22 751 | ↘22 750 | ↗22 751 |
| 2016    | 2017    | 2018    | 2019    | 2020    | 2021    | 2023    |         |         |
| ↗22 761 | ↗22 834 | ↘22 766 | ↘22 678 | ↘22 538 | ↗22 629 | ↘22 456 |         |         |

### Урбанизация
Городское население (город Очёр и рабочий посёлок Павловский) составляет 77,65 % от всего населения района.

### Национальный состав
На 2002 год: русские — 96 %, удмурты — 1,2 %, коми-пермяки — 0,7 %, представители других национальностей — 2,1 %.

## Муниципальное устройство
В рамках организации местного самоуправления в границах района образован Очёрский муниципальный округ.

Ранее, в 2004—2019 годах, был Очёрский муниципальный район, в состав которого входило 5 муниципальных образований: 2 городских и 3 сельских поселения. В 2019 году муниципальный район и все входившие в него поселения были объединены в единое муниципальное образование — Очёрский городской округ. С 1 января 2025 года городской округ был преобразован в муниципальный.
| № | Наименование                        | Административный центр     | Количество населённых пунктов | Население (чел.) | Площадь (км²) |
| - | ----------------------------------- | -------------------------- | ----------------------------- | ---------------- | ------------- |
| 1 | Очёрское городское поселение        | город Очёр                 | 1                             | ↗14 237          | 37,99         |
| 2 | Павловское городское поселение      | рабочий посёлок Павловский | 17                            | ↘4634            | 265,81        |
| 3 | Кипринское сельское поселение       | деревня Киприно            | 18                            | ↘743             | 381,65        |
| 4 | Нововознесенское сельское поселение | деревня Нововознесенск     | 14                            | ↗1138            | 200,41        |
| 5 | Спешковское сельское поселение      | деревня Спешково           | 26                            | ↘1926            | 447,71        |

## Населённые пункты
В Очёрский район входит 76 населённых пунктов: 2 городских (город и рабочий посёлок) и 74 сельских населённых пунктов.
| №  | Населённый пункт    | Тип             | Население | Бывшее муниципальное образование    |
| -- | ------------------- | --------------- | --------- | ----------------------------------- |
| 1  | Очёр                | город           | ↘14 294   | Очёрское городское поселение        |
| 2  | Павловский          | рабочий посёлок | ↘3142     | Павловское городское поселение      |
| 3  | Абрамичи            | хутор           | 2         | Спешковское сельское поселение      |
| 4  | Аршиново            | деревня         | 7         | Кипринское сельское поселение       |
| 5  | Балуево             | деревня         | 5         | Спешковское сельское поселение      |
| 6  | Белобородово        | деревня         | 21        | Нововознесенское сельское поселение |
| 7  | Березники           | деревня         | 49        | Спешковское сельское поселение      |
| 8  | Березово            | деревня         | 47        | Кипринское сельское поселение       |
| 9  | Большие Бабики      | деревня         | 0         | Кипринское сельское поселение       |
| 10 | Боронники           | деревня         | 1         | Павловское городское поселение      |
| 11 | Бурдино             | деревня         | 153       | Павловское городское поселение      |
| 12 | Бурдята             | деревня         | 3         | Кипринское сельское поселение       |
| 13 | Вахруши             | деревня         | 1         | Спешковское сельское поселение      |
| 14 | Верещагино          | деревня         | 232       | Павловское городское поселение      |
| 15 | Верхняя Талица      | деревня         | 64        | Павловское городское поселение      |
| 16 | Верх-Речки          | деревня         | 18        | Павловское городское поселение      |
| 17 | Веселково           | деревня         | 2         | Спешковское сельское поселение      |
| 18 | Ворониха            | деревня         | 9         | Спешковское сельское поселение      |
| 19 | Галино              | деревня         | 20        | Спешковское сельское поселение      |
| 20 | Гилево              | деревня         | 0         | Кипринское сельское поселение       |
| 21 | Грязново            | деревня         | 24        | Павловское городское поселение      |
| 22 | Дворец              | село            | 358       | Спешковское сельское поселение      |
| 23 | Дружба              | посёлок         | 159       | Спешковское сельское поселение      |
| 24 | Егорово             | деревня         | 63        | Кипринское сельское поселение       |
| 25 | Ежово               | деревня         | 4         | Нововознесенское сельское поселение |
| 26 | Забегалово          | деревня         | 43        | Нововознесенское сельское поселение |
| 27 | Зеленята            | деревня         | 16        | Спешковское сельское поселение      |
| 28 | Зимы                | хутор           | ↘0        | Нововознесенское сельское поселение |
| 29 | Казанский Ключ      | деревня         | 10        | Павловское городское поселение      |
| 30 | Карсаново           | деревня         | 2         | Спешковское сельское поселение      |
| 31 | Киприно             | деревня         | 352       | Кипринское сельское поселение       |
| 32 | Ключи               | деревня         | 0         | Кипринское сельское поселение       |
| 33 | Коса                | деревня         | 1         | Спешковское сельское поселение      |
| 34 | Кулики              | село            | 266       | Кипринское сельское поселение       |
| 35 | Лужково             | деревня         | 476       | Спешковское сельское поселение      |
| 36 | Макарова Гора       | деревня         | 5         | Нововознесенское сельское поселение |
| 37 | Малахово            | деревня         | 22        | Павловское городское поселение      |
| 38 | Малые Бабики        | деревня         | 6         | Кипринское сельское поселение       |
| 39 | Мартино             | деревня         | 11        | Кипринское сельское поселение       |
| 40 | Масалки             | деревня         | 4         | Кипринское сельское поселение       |
| 41 | Маштаки             | деревня         | 0         | Кипринское сельское поселение       |
| 42 | Меновщики           | деревня         | 11        | Нововознесенское сельское поселение |
| 43 | Мешалки             | деревня         | 6         | Спешковское сельское поселение      |
| 44 | Мокрушино           | деревня         | 21        | Нововознесенское сельское поселение |
| 45 | Морозово            | деревня         | 203       | Спешковское сельское поселение      |
| 46 | Наберухи            | деревня         | 100       | Нововознесенское сельское поселение |
| 47 | Нижняя Талица       | деревня         | 455       | Павловское городское поселение      |
| 48 | Низовская           | деревня         | 69        | Нововознесенское сельское поселение |
| 49 | Нововознесенск      | деревня         | 363       | Нововознесенское сельское поселение |
| 50 | Новоселы            | деревня         | 11        | Спешковское сельское поселение      |
| 51 | Пахомово            | деревня         | 24        | Кипринское сельское поселение       |
| 52 | Пепеляево           | деревня         | 4         | Кипринское сельское поселение       |
| 53 | Пермячата           | деревня         | 24        | Спешковское сельское поселение      |
| 54 | Пестерево           | деревня         | 26        | Павловское городское поселение      |
| 55 | Песьяна             | деревня         | 5         | Спешковское сельское поселение      |
| 56 | Погорелка           | деревня         | 3         | Спешковское сельское поселение      |
| 57 | Подгорная           | деревня         | 4         | Спешковское сельское поселение      |
| 58 | Подсобное Хозяйство | посёлок         | 183       | Павловское городское поселение      |
| 59 | Пономари            | деревня         | 12        | Павловское городское поселение      |
| 60 | Пурга               | деревня         | 49        | Кипринское сельское поселение       |
| 61 | Рогали              | деревня         | 163       | Спешковское сельское поселение      |
| 62 | Ромаши              | деревня         | 22        | Павловское городское поселение      |
| 63 | Россохи             | деревня         | 119       | Павловское городское поселение      |
| 64 | Седово              | деревня         | 2         | Павловское городское поселение      |
| 65 | Семеново            | деревня         | 350       | Нововознесенское сельское поселение |
| 66 | Скакуны             | деревня         | 156       | Нововознесенское сельское поселение |
| 67 | Соломатка           | деревня         | 1         | Спешковское сельское поселение      |
| 68 | Соромотино          | деревня         | 3         | Павловское городское поселение      |
| 69 | Спешково            | деревня         | 356       | Спешковское сельское поселение      |
| 70 | Спирята             | деревня         | 4         | Нововознесенское сельское поселение |
| 71 | Токари              | село            | 130       | Кипринское сельское поселение       |
| 72 | Третьяки            | деревня         | 22        | Спешковское сельское поселение      |
| 73 | Уварово             | деревня         | 9         | Кипринское сельское поселение       |
| 74 | Хлопуши             | деревня         | 20        | Спешковское сельское поселение      |
| 75 | Чёрная              | деревня         | 11        | Спешковское сельское поселение      |
| 76 | Чечки               | деревня         | 0         | Нововознесенское сельское поселение |

По состоянию на 1 января 1981 года на территории Очёрского района находились 105 населённых пунктов, в том числе 1 город, 1 рабочий посёлок и 103 сельских населённых пункта.

### Новообразованные населённые пункты
В 1999 году образован хутор Абрамичи.

### Упразднённые населённые пункты
В 2005 году упразднены как фактически прекратившие существование и исключены из учётных данных деревни: Заполье, Коточиги, Овчата, Бушуево, Савята, Егоршата, Лупино, Меньшиково, Петраки.